# Cremnomys cutchicus
Cremnomys cutchicus är en däggdjursart som beskrevs av Wroughton 1912. Cremnomys cutchicus ingår i släktet Cremnomys och familjen råttdjur. Inga underarter finns listade i Catalogue of Life. Artepitet i det vetenskapliga namnet syftar på furstendömet  Kutch där typexemplaret hittades.
Vuxna exemplar är 10,4 till 14,9 cm lång (huvud och bål) och har en 12,0 till 17,4 cm lång svans. Bakfötterna är 2,3 till 2,9 cm långa. Viktuppgifter saknas. Cremnomys cutchicus har på ovansidan en mjuk gråbrun päls och undersidan är täckt av ljusgrå till vit päls. Hos flera men inte alla exemplar är svansens undersida ljusare än ovansidan. Tre par spenar förekommer vid honans undersida. Arten har en diploid kromosomuppsättning med 36 kromosomer (2n=36).
Denna gnagare förekommer med tre från varandra skilda populationer i Indien. Habitatet utgörs av torra skogar och halvöknar. Dessutom besöks ibland gräsmarker och odlade områden. Individerna är aktiva på natten och gräver i marken.
I delstaten Rajasthan registrerades 3 till 10 ungar per kull mellan februari och september. Cremnomys cutchicus är växtätare.
För beståndet är inga hot kända och hela populationen bedöms som stabil. IUCN kategoriserar arten globalt som livskraftig.